# Matthew West
Matthew Joseph West (ur. 25 kwietnia 1977 w Downers Grove (okolice Chicago), USA) – amerykański wokalista i autor piosenek.
Stał się dobrze rozpoznawany dzięki utworom "More", "Next Thing You Know" i "Only Grace".
Obecnie mieszka w Nashville z żoną Emily i dwiema córkami.

## Albumy
- September Sun, 1997
- Every Step of the Way, 1998
- Sellout, 2002
- Happy, 2003
- History, 2005
- Sellout (re-release), 2006